# Afraid
«Afraid» es una canción de la banda americana de heavy metal Mötley Crüe, lanzada en su álbum de 1997 Generation Swine. Una imagen promocional de un cerdo en un CD con 2 temas, incluía el Mix Swin de 3:56 y Rave Mix de 04:10. Escrita por el bajista Nikki Sixx, las letras se inspiran en las primeras etapas de su relación con Donna D'Errico, cuando sintió que estaba huyendo de él por miedo a acercarse demasiado. La canción llegó al puesto número 10 en las listas de Mainstream Rock.

## Video musical
Un video fue hecho para promocionar el sencillo, y fue dirigido por Nancy Baldawil, y producido por Devin Whatley y Uliano José. El video fue filmado en mayo de 1997, y se estrenó el 9 de junio de ese año. En el video aparece la revista Hustler y Larry Flynt.